# Saint-Géry (Dordoña)
 Saint-Géry  (en occitano Sent Geri) es una población y comuna francesa, situada en la región de Aquitania, departamento de Dordoña, en el distrito de Bergerac y cantón de La Force.

## Demografía
| 274 | 258 | 233 | 203 | 207 | 193 |
| Para los censos de 1962 a 1999 la población legal corresponde a la población sin duplicidades (Fuente: INSEE [Consultar]) |     |     |     |     |     |